# جونزالو زالدومبيدي
جونزالو زالدومبيدي (25 ديسمبر 1884 - 30 نوفمبر 1965) كاتب ودبلوماسي إكوادوري من مواليد كيتو. كان سفيراً في باريس ووزيراً للعلاقات الخارجية (1929) وسفيراً في لندن (1950).
تزوجت من عازفة البيانو والمعلمة إيزابيل روزاليس. أنجب الزوجان ابنة ,id عازفة البيانو سيليا زالدمبيد روزاليس.

## الفهرس
- من آرييل، تطور غابرييل دانونزيو (باريس، 1909).
- فينتورا غارسيا كالديرون، الشاعر العظيم الوحيد في القرن الثامن عشر.